# Vaux-Champagne
Vaux-Champagne é uma comuna francesa na região administrativa de Grande Leste, no departamento das Ardenas. Estende-se por uma área de 10,78 km². Em 2010 a comuna tinha 133 habitantes (densidade: 12,3 hab./km²).